# Западносибирска равнина
За̀падносибѝрската равнина или Западносибирска низина (на руски: Западно-Сибирская равнина, Западно-Сибирская низменность) е сред най-големите низинни акумулативни равнини на земното кълбо, заемаща западната част на Сибир в Русия и крайните североизточни части на Казахстан - по-голямата част от равнината е разположена на територията на Русия – в Тюменска, Свердловска, Курганска, Омска, Новосибирска, Томска и Кемеровска област и Алтайски и Красноярски край, останалата, на юг, попада в северните предели на Казахстан.
Простира се между Средносибирското плато на изток, планините Алтай и Кузнецки Алатау и Салаирското възвишение на югоизток, Казахската нископланинска земя на юг, планината Урал на запад и бреговете на Карско море на север. Дължината ѝ от север на юг е около 2500 km, а от изток на запад от 1000 на север до 1900 km на юг. В тези си граници заема площ около 2,6 млн. km².

## Геоложки строеж, полезни изкопаеми
Западносибирската равнина се е формирала в пределите на епихерцинската Западносибирска плоча, фундаментът на която е изграден от интензивно дислоцирани палеозойски седименти. Те навсякъде покриват чехъла от рохкави морски и континентални мезо-кайнозойски наслаги (глини, пясъчници, мергели и др.) с обща мощност над 1000 m, а в падините на фундамента – до 3000 – 4000 m. Най-младите, антропогенни наслаги на юг са предимно алувиални и езерни, често покрити с льос и льосовидни наслоявания, а на север - предимно ледникови, морски и ледниково-морски с мощност на места до 200 m. В чехъла с рохкавите наслаги са включени хоризонтите на подпочвените води – пресни и минерализирани, като се срещат и горещи извори (до 100 – 150°С).
В недрата на Западносибирската низина са заключени богати промишлени находища на нефт и природен газ, като по-голямата част от руските количества нефт и газ през 70-те и 80-те години на XX век са добити тук.

## Географска характеристика

### Релеф
Релефът е равнинен, слабо разчленен с малки височинни амплитуди, като равнината е описвана като най-голямата непрекъсната равнина в света. Надморската височина на низините в северните и централни райони не превишава 50 – 150 m. Ниските възвишения (до 220 – 300 m) са характерни основно за западните, южните и източните ѝ покрайнини. Ивица от възвишения образуват също т.нар. Сибирски Ували, простиращи се в средната ѝ част от река Об почти до река Енисей. Навсякъде преобладават широки и плоски междуречия с незначителни наклони, силно заблатени и на места усложнени от ниски моренни хълмове и височини (на север) или ниски пясъчни височини (основно на юг). Значителна част от площта на равнината заемат плоските древноезерни котловини, т.нар. „полесия“. Речните долини образуват сравнително рядка мрежа и в горните им части те представляват плитки понижения с почти незабележими склонове. Само малко от най-големите реки протичат в добре разработени, дълбоки (до 50 – 80 m) долини, със стръмни десни и терасирани леви склонове.

### Климат
Климатът в равнината е суров, континентален или субполярен. Зимно време над равнината преобладават студени континентални въздушни маси от умерените ширини, а през лятото се формира област на ниско налягане, поради което често нахлуват влажни въздушни маси от Северния Атлантик. Средната годишна температура на въздуха е от –10,5°С на север до 1-2°С на юг. Средната януарска температура варира от –28°С на север до –16°С на юг, а средната юлска – съответно от 4°С до 22°С.
Основното количество валежи, пренасяно от западните влажни въздушни маси, падат през юли и август. Годишната сума на валежите варира от 200 – 250 mm в тундровите и степните зони до 500 – 600 mm в горската зона. 
Дебелината на снежната покривка е от 20 – 30 cm в степите до 70 – 100 cm в тайгата около река Енисей. Продължителността на снежната покривка в северните райони е около 240 – 270 дни, а на юг около 160 – 170 дни. За крайните южни райони на равнината са характерни засушаванията, а в северните райони е широко разпространена вечната замръзналост.

### Хидрология
На територията на Западносибирската равнина протичат над 2000 реки с обща дължина над 250 хил. km. Най-големите реки в равнината са Об, Енисей и Иртиш, които заедно със своите стотици големи и малки притоци ежегодно пренасят в Карско море около 1200 km³ вода. Гъстотата на речната мрежа не е много голяма и се променя в зависимост от релефа и климатичните особености – в басейна на Тавда тя достига 350 km/km², а в Барабинската лесостеп – 29 km/km². Някои от южните райони се отнасят към безотточни територия и се отличават с обилие на големи безотточни езера.
Основният дебит на повечето реки идва от топенето на снеговете и лятно-есенните дъждове. В съответствие с характера на източника на вода, оттокът по сезони е неравномерен – около 70 – 80% от годишния отток е през пролетта и лятото. Особено много вода се оттича в периода на пролетно пълноводие, когато нивото на големите реки се покачва със 7 – 12 m (в долното течение на Енисей дори и до 15 – 18 m). През зимните месеци (на север това са 8 месеца) западносибирските реки са сковани от ледове. Поради това, през този период оттокът възлиза на не повече от 10% от годишния.
За реките в Западен Сибир, в това число и най-големите, са характерни незначителни наклони и малка скорост на течение. Например, обичайната скорост на течението на река Об не превишава 0,5 m/s.
В Западносибирската равнина са разположени около 1 милион езера с обща площ над 100 хил. km². Най-големи от тях са Чани, Убинско, Кулундинско и др. Теренът е много блатист. Тук се намира най-голямото блато в северното полукълбо – Васюганското (51 600 km²). Равнината е рекордьор по количество блата на единица площ, а площта на заблатената територията възлиза на около 800 хил. km².

## Природни зони
Равнинността на релефа на Западносибирската равнина обуславя отчетливо изразената широчинна географска зоналност. Специфична особеност за мнозинството от природните зони в равнината е излишъкът от грунтово овлажняване и като резултат от това - широкото разпространение на блатните ландшафти, сменящи се на юг със солонци и солончаци.
На север е разположена тундровата зона, в която върху тундрови арктически и тундрово-торфени почви се формират арктическа, мъхова и лишейна, а на юг – храстова тундра.
Южно от нея следва тясната ивица на лесотундрата, където основно върху глинесто-торфени, глинесто-подзолисти и блатни почви са развити сложни ландшафтни комплекси от храстова тундра, смърчово-лиственични редки гори, сфагови и низинни блата.
Голяма част от равнината е заета от горската зона (горско-блатиста зона), в пределите на която върху подзолисти почви преобладава иглолистната тайга, състояща се от смърч, ела, кедър, бор и сибирска лиственица. В южния край на зоната иглолистната тайга се заменя от полоса от дребнолистни гори от бреза и осика. Общата площ на горите в равнината превишава 60 млн. ха, като запасите от дървесина се изчисляват на 9 млрд. m³, а ежегодния прираст – на 100 млн. m³. Тази зона се отличава с обилие от сфагови блата, които на места заемат на 50%. Типичните животни за горската зона са: кафява мечка, рис, росомаха, норка, видра, собол, лос, сибирска сърна, белка, северноамериканска катерица, ондатра и други представители на фауната на Европейско-Сибирската подобласт на Палеарктика. Броят животинските видове в равнината варира от 107 в тундрата до над 278 в горските и степните региони.
Южно от подзоната на дребнолистните гори е разположена лесостепната зона, където върху излужени, обикновени и ливадни черноземи, тъмносиви горски и блатни почви и солонци се формират брезово-осикови редки гори и обширни тревисти пространства.
Продължителността на вегетационния период (минимална денонощна температура 5°С) в крайния юг достига до 175 – 180 дни.  Крайните южни райони на равнината се заемат от степната зона, в която преобладават коилните, а на юг – коилно-типчаковите степи. Сега тези степи с техните плодородни черноземни и тъмнокафяви почви се обработват и само площите на места със засолени почви съхраняват своя целинен характер.